# 松山市立福音小学校
松山市立福音小学校（まつやましりつ ふくおんしょうがっこう）は、愛媛県松山市にある公立小学校。

## 概要
校区は、松山市の中心南部、北久米・福音寺・束本・松末・星岡町・天山・枝松・中村・小坂の一部であり、国道11号線を中心とした校区になっている。

### 規模
- 児童数：735名
- 学級数：27（うち特殊4学級）

### 服装
標準服が指定されている。

## 沿革
- 1991年（平成3年）9月 - 松山市立北久米小学校、松山市立石井東小学校、松山市立素鵞小学校より分離・新設。児童数1222名・31学級。
- 2000年（平成12年）11月 - 開校10周年記念式典。

## 中学校
- 松山市立久米中学校
- 松山市立南第二中学校
- 松山市立拓南中学校
- 松山市立桑原中学校
- その他受験

## アクセス
- 伊予鉄道横河原線 福音寺駅から東へ200m